# 三角柱形分子構造
化学において、三角柱形分子構造（さんかくちゅうけいぶんしこうぞう、英: Trigonal prismatic molecular geometry）は、中心原子の周りに6つの原子または原子のグループ、または配位子が三角柱の各頂点配置された化合物の形状を説明する。

## 例
ヘキサメチルタングステン (W(CH3)6) が三角柱形錯体の最初の例であった。
一部のその他の遷移金属も三角柱形ヘキサメチル錯体を持つ。これには、Mo(CH3)6やRe(CH3)6といった中性分子、Ta(CH3)−
6やZr(CH3)2−
6といったイオンがある。
錯体Mo(S−CH=CH−S)3も三角柱形であり、それぞれのS−CH=CH−S基は2つの硫黄原子が金属原子に結合した二座配位子として働いている。ここで、モリブデンの周りの6つの硫黄原子の配位幾何配置は硫化モリブデン(IV)（MoS2）の伸びた構造における配置と似ている。